# Надия (Криничанский район)
Надия (укр. Надія) — село, Божедаровский поселковый совет, Криничанский район, Днепропетровская область, Украина.
Код КОАТУУ — 1222055704. Население по переписи 2001 года составляло 48 человек.

## Географическое положение
Село Надия находится на берегу реки Рекалова, выше по течению примыкает село Потоки, ниже по течению на расстоянии в 2,5 км расположено село Болтышка. Рядом проходит автомобильная дорога Т-0433.